# Tsutomu Minakami
Tsutomu Mizukami (水上 勉, Mizukami Tsutomu, 8 mars 1919 – 8 septembre 2004), également connu sous le nom Tsutomu Minakami, est un écrivain japonais populaire et prolifique de romans, romans policiers, des biographies et des pièces de théâtre. Plusieurs de ses histoires ont été adaptées au cinéma.

## Biographie
Mizukami naît à Wakasa, préfecture de Fukui, dans une famille pauvre. Entre l'âge de 9 et 12 ans, il est novice dans un temple zen de Kyoto. Cependant, déçu par le comportement du prêtre en chef du temple, il quitte le temple en 1936.
Mizukami intègre l'université de Ritsumeikan pour étudier littérature japonaise, mais la quitte pour des raisons financières et à cause de sa mauvaise santé. Après la Seconde Guerre mondiale, il se forme auprès de l'écrivain Kōji Uno et en 1952 rédige son autobiographie Furaipan no uta (« Chant de la poêle ») qui fut la meilleure vente de l'année. Pendant presque toute la décennie suivante cependant, il ne publie pas mais en 1960 son récit centré sur la maladie de Minamata, Umi no Kiba (« captures de l'océan »), commence sa carrière en tant qu'auteur de romans policiers sur des thèmes sociaux.
Son autobiographie Gan no tera (« Le Temple des oies ») remporte le prix Naoki en 1961, puis est adaptée au cinéma par Yūzō Kawashima (1962). Il poursuit en 1962 avec Kiga kaikyō (« Le Détroit de la faim », 1962) adapté sous le même titre par Tomu Uchida (Le Détroit de la faim, 1965), et Kiri to kage (« Brouillard et ombres », 1963), puis des romans traitant des préoccupations des femmes, dont Gobanchō Yûgiri-rō (« Le Pavillon de la brume du soir à Gobanchō », 1963) et Echizen takeningyō (« Les Poupées de bambou Echizen », 1964).
Il est lauréat du prix Tanizaki en 1975 pour Ikkyū (一休), la biographie d'un maître Zen Ikkyū Sōjun.

## Prix et distinctions
- 1961 : 45e prix Naoki pour Gan no tera (雁の寺)
- 1961 : 14e prix de l'Association des auteurs de roman policier japonais (日本探偵作家協会賞, Nihon suiri sakka kyōkai shō) pour Umi no kiba (海の牙)
- 1964 : 4e prix des lecteurs du magazine littéraire Fujin Kōron (婦人公論読者賞, Fujin kōron dokusha shō) pour Kuruma isu no uta (くるま椅子のうた)
- 1965 : 27e prix des lecteurs du magazine littéraire Shunjū (文藝春秋読者賞, Fujin kōron dokusha shō) pour Shiro (城)
- 1971 : 19e prix Kan-Kikuchi pour Uno Kōji-den (宇野浩二伝)
- 1973 : 7e prix Yoshikawa pour Hokkoku no onna no monogatari (北国の女の物語) et pour Heisotsu no hige (兵卒の鬚)
- 1974 : 11e prix Tanizaki pour Ikkyū (一休)
- 1977 : 4e prix Kawabata pour Terudomari (寺泊)
- 1984 : 25e prix Mainichi de la culture pour Ryōkan (良寛)
- 1992 : 8e prix de la culture de Tokyo
- 1998 Désignation comme bunka kōrōsha, au titre de personne de mérite culturel

## Liste des œuvres traduites en français
- 1961 : Le Temple des oies sauvages (雁の寺), roman traduit par Didier Chiche, Éditions Philippe Picquier, 1992 ; Picquier poche, 1995 (réédition 2015).
- 1963 : Poupées de bambou (越前竹人形), roman traduit par Didier Chiche, Éditions Philippe Picquier, 1994 ; Picquier poche, 2000.

## Titres (sélection)
- Oriento no tō : suiri chōhen (オリエント の 塔 : 推理 長篇), Tokyo : Bungei Shunjū Shinsha, 1962.
- Ryogan no ki (旅雁 の 記), Tōkyō : Daikōsha, 1970.
- Shi no ryuiki, 1972.
- Umi no kiba, 1972.
- Danjiki, 1974.
- Ikkyū (一休), 1975.
- Iteru niwa (凍てる 庭), Tokyo : Shinchō bunko, 1975.
- Teradomari (« Un Séjour au temple »), 1977.
- Nihon meisho fūzoku zue, 19 vols., ed. Ikeda Yasaburō, Noma Kōshin, Minakami Tsutomu. Tokyo : Kadokawa Shoten, 1979-1988.
- Katakage no michi : watakushi no Shōwa shi (片陰 の 道 : 私 の 昭和 史), Tōkyō : Gendaishi Shuppankai : Hatsubai Tokuma Shoten, 1979.
- Kinkaku enjō (« L'incendie du pavillon d'or »), 1979.
- Mizu no gensō : gendai no zuiso (水 の 幻想 : 現代 の 随想), Tokyo : Nihon Shoseki, 1979.
- Tengusa O-Mine, 1979.
- Chi no chibusa, Tokyo : Fukutake Shoten, 1981.
- Heike monogatari, Tokyo : Gakushū Kenkyūsha, 1981.
- Hito no koyomi hana no koyomi, Tokyo : Mainichi Shimbunsha, 1981.
- Minakami Tsutomu ni yoru Minakami Tsutomu, Tokyo : Seidōsha, 1982.
- Take no seirei (竹 の 精霊), Tōkyō : Shōgakkan, 1982.
- Waga bungaku waga sakuhō : bungaku shugyō sanjūnen, Tokyo : Chūō Kōronsha, 1982.
- Wakasa shōyō, Tokyo : Heibonsha, 1982.
- Hataraku koto to ikiru koto, Tokyo : Tokyo Shoseki, 1982.
- Heike monogatari shō, Tokyo : Gakushū Kenkyūsha, 1982.
- Kinō no yuki, Tokyo : Shinchōsha, 1982.
- Kyōto henreki, Tokyo : Heibonsha, 1982.
- Minakami Tsutomu Bukkyō bunshū, Tokyo : Chikuma Shobō, 1982.
- Minakami Tsutomu kikō bunshū, 8 vols., Tokyo : Heibonsha, 1982-1983.
- Sengoku kassenzu (戦国 合戦図), Ōsaka-shi : Hoikusha, 1983.
- Shōsetsu no butai saihō, Tokyo : Heibonsha, 1983.
- Tabi no shōsetsushū, Tokyo : Heibonsha, 1983.
- Waga onna hito no ki, Tokyo : Heibonsha, 1983.
- Chūgoku e no tabi, Tokyo : Heibonsha, 1983.
- "Hannya shingyō" o yomu, Tokyo : PHP Kenkyūjo, 1983.
- Ichie no hitobito, Tokyo : Heibonsha, 1983.
- Koji junʾyū, Tokyo : Heibonsha, 1983.
- Minakami Tsutomu ga kataru Nihon ryōiki, Tokyo : Heibonsha, 1983.
- Rekishi e no tabi, Tokyo : Heibonsha, 1983.
- Kyō no omoide zue, Tokyo : Heibonsha, 1984.
- Toritachi no yoru (鳥たち の 夜), Tokyo : Shūeisha, 1984.
- Hito no yo wa nasake no kashi kari (人 の 世 は 情け の 貸し 借り), Tokyo : Shōgakkan, 1984.
- Ishi yo nake (石 よ 哭け), Tokyo : Komichi Shobō, 1984.
- Juge shōyō (樹下 逍遙), Tokyo : Asahi Shinbunsha, 1984.
- Haha (母), Tōkyō : Sakuhinsha, 1986.
- Ikiru hi shinu hi (生きる 日 死ぬ 日), Tokyo : Fukutake Shoten, 1987.
- Koteki (湖笛) Tokyo : Kōdansha, 1988.
- Zen to wa nani ka : sore wa Daruma kara hajimatta (禪 と は 何 か : それ は 達磨 から 始まった), Tokyo : Shinchōsha, 1988.
- Haai : Setsumon Genshō no shōgai (破鞋 : 雪門 玄松 の 生涯), Tokyo : Iwanami Shoten, 1990.
- Inochi no chiisana koe o kike (いのち の 小さな 声 を 聴け), avec Haitani Kenjirō, Tōkyō : Shinchōsha, 1990.
- Yama no kure ni (山 の 暮れ に), Tokyo : Mainichi Shinbunsha, 1990.
- Zaisho no sakura (在所 の 桜), Tokyo : Rippū Shōbō, 1991.
- Tanizaki Sensei no shokan : aru shuppansha shachō e no tegami o yomu (谷崎 先生 の 書簡 : ある 出版社 社長 へ の 手紙 を 読む), Tōkyō : Chūō Kōronsha, 1991.
- Daigo no sakura (醍醐 の 櫻), Tokyo : Shinchōsha, 1994.
- Seifuki (清富記), Tokyo : Shinchōsha, 1995.
- Waga betsuji : michibikareta hibi (わが 別辞 : 導かれた 日々), Tokyo : Ozawa Shoten, 1995.
- Bundan hōrō (文壇 放浪), Tokyo : Mainichi Shinbunsha, 1997.
- Utsutake no fue (« La flûte de bambou creux »), 2002.